# Formica propinqua
Formica propinqua é uma espécie de formiga do gênero Formica, pertencente à subfamília Formicinae.